# دبی رینولدز

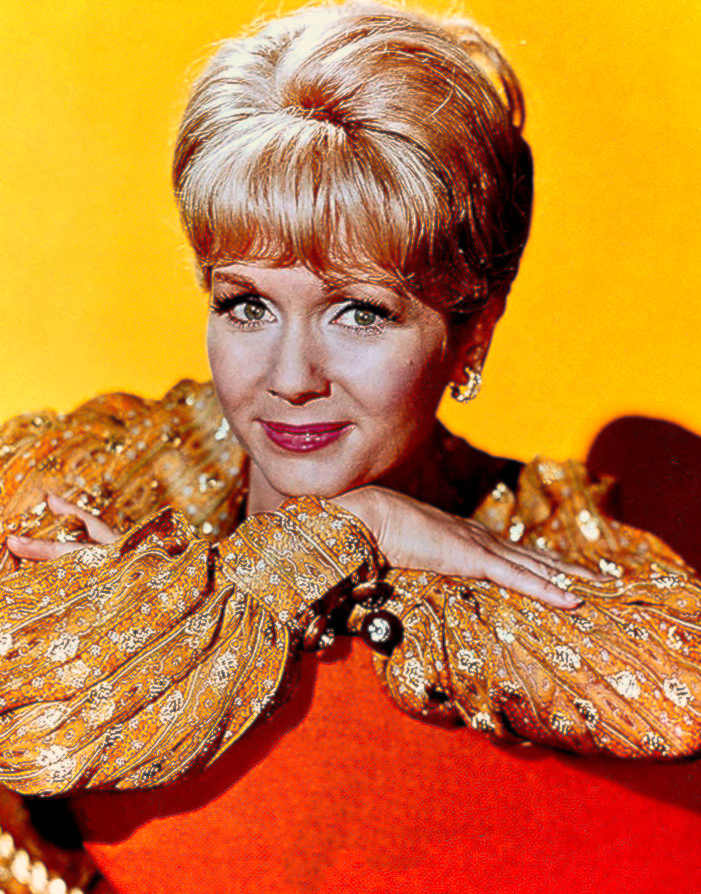
عکس تبلیغاتی دبی رینولدز

دبی رینولدز یا دبی رینالدز (به انگلیسی: Debbie Reynolds) (زاده ۱ آوریل ۱۹۳۲ – درگذشته ۲۸ دسامبر ۲۰۱۶) بازیگر، خواننده و رقصنده آمریکایی بود که یکبار برای فیلم مالی براونی که غرق‌شدنی نیست (۱۹۶۴) نامزد جایزه اسکار شده‌است.

## زندگی‌نامه
او با نام مری فرانسیس رینولدز در ال پاسو زاده شد. در بربنک، کالیفرنیا، به دبیرستان رفت.
نخستین نقشش را در سال ۱۹۸۴ در فیلم عروس ماه ژوئن بدست آورد که منجر به قرارداد وی با برادران وارنر شد. در سال ۱۹۵۰ به مترو گلدوین مایر رفت و در آنجا در طی طول همین دهه در رشته ایی از موزیکال‌های این شرکت ظاهر شد و با صدای گرمش آواز خواند.
از ۱۹۶۱ در کابارهها هم برنامه اجرا می‌کرد. وی در فیلم‌های جدی چندان موفق ظاهر نشد. از ۱۹۶۹ تا ۱۹۷۰ در برنامه تلویزیونی شوی دبی رینولدز ظاهر شد.
در سال ۱۹۷۳ در برادوی ستاره نمایش آیرین بود و به خاطر بازی در فیلم مالی براون پایدار نامزد دریافت جایزه اسکار نقش اول شد.
شوهر اولش ادی فیشر خواننده بود که در سال ۱۹۵۵ با هم ازدواج کردند و در سال ۱۹۵۹ به دنبال جنجال رابطه فیشر با الیزابت تیلور از هم جدا شدند.
خاطراتش را در کتابی با نام دبی: زندگی من (۱۹۸۸) نوشته است. فرزندانش از فیشر کاری بازیگر و تا کارگردان تلویزیونی است.

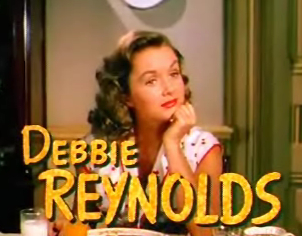
دبی رینولدز در فیلم من ملوین را دوست دارم

رینولدز در سال ۱۹۴۸ عنوان «دوشیزه بربانک» را بدست آورد ولی با اجرای نقشی که در همان سال در نخستین فیلم به نمایش گذاشت بیشتر با یک پیک شادمانی شباهت داشت تا یک ملکه زیبایی حالت دخترانه و شاد او با نقش‌های موزیکال و کمدی که بازی می‌کرد کاملاً جور درمی‌آمد و محبوبیتش چندان سریع بود که با وجود تازه‌کار بودنش ستاره فیلم‌ها شد.
به مرور زمان حرارت و شور او اندکی تحمیلی به نظر می‌رسید با تمی و مرد مجرد احساساتی گری پیش پا افتاده ایی وارد نقش‌هایش شد. حالت تئاتری و بی‌روح نقش‌هایش در آلاچیق، چگونه غرب تسخیر شد، مری مری و بخصوص مالی براون پایدار توی چشم می‌زدند با این حال استعدادش همچنان چشمگیر باقی‌ماند و در انتظار نقش‌های چشمگیر و مناسبی که از راه برسند.
مثل نقش عالی اش در خداحافظ چارلی یا همان نقشی که وقتی که نوزده سال بیشتر نداشت او را به تاریخ سینما سنجاق کرد: دختری جوان معصوم خوش‌رو شاداب و ستاره شانس جین کلی در آواز در باران با آرزوهای بزرگ برای ستاره شدن در سینما که فروتنانه می‌پذیرد برای موفقیت فیلمی در آستانه شکست صدایش به جای بازیگر نقش اصلی به کار رود.
وی با آن چهره گرد دوست داشتنی اش و با آن نقش در آواز در باران برای همیشه در تاریخ موزیکال چون ستاره ایی خواهد درخشید.

## درگذشت
دبی رینولدز دچار سکته مغزی شده و به مرکز پزشکی سیدر-ساینای در لس آنجلس منتقل شد و در روز ۲۸ دسامبر ۲۰۱۶، یک روز پس از مرگ دخترش کری فیشر، در سن ۸۴ سالگی درگذشت.

## بخشی از فیلمشناسی
- آواز در باران (۱۹۵۲)
- آتنا (۱۹۵۴)
- تمی و مرد مجرد (۱۹۵۷)
- سگ‌دو (۱۹۶۰)
- چگونه غرب تسخیر شد (۱۹۶۲)
- طلاق به سبک آمریکایی (۱۹۶۷)
- تار شارلوت (۱۹۷۳) صداپیشه
- بازبی برکلی (۱۹۷۴) مستند
- محافظ شخصی (۱۹۹۲)
- بهشت و زمین (۱۹۹۳)
- مادر (۱۹۹۶)
- درون و بیرون (۱۹۹۷)
- سرویس تحویل کیکی (۱۹۹۸) صداپیشه
- ترس و نفرت در لاس وگاس (۱۹۹۸) صداپیشه
- ویل و گریس (۱۹۹۹)
- این زنان پیر (۲۰۰۱)
- پنگوئن‌های ماداگاسکار (۲۰۱۰) صداپیشه
- شماره یک: پول (۲۰۱۲)
- پشت چلچراغ (۲۰۱۳) فیلم کوتاه